# Bolschaja (Kalitwa)
Die Bolschaja (russisch Больша́я, Ба́лка Больша́я) ist ein linker Nebenfluss der Kalitwa in der südrussischen Oblast Rostow.
Die Bolschaja entspringt an der Südflanke des Donrückens. Sie fließt in südsüdwestlicher Richtung und erreicht nach 152 km die Kalitwa. Sie wird hauptsächlich von der Schneeschmelze gespeist. Ihr Oberlauf fällt im Sommer häufig trocken. Wichtige Nebenflüsse der Bolschaja sind Metschetka und Nagolnaja, beide von links. Das Einzugsgebiet der Bolschaja umfasst 2160 km².